# Chinese balsempopulier
De Chinese balsempopulier  (Populus simonii, synoniem: Populus brevifolia) is een populierensoort uit de sectie Tacamahaca (balsempopulieren). De Chinese balsempopulier komt van nature voor in de koele en gematigde gebieden van Mongolië en China, in Hebei, Heilongjiang, Jiangsu, Jilin, Liaoning, Binnen-Mongolië, Qinghai, Shaanxi, Shanxi, Sichuan, Yunnan en Zhejiang. Van daaruit is de Chinese balsempopulier verder verspreid naar Europa en Noord-Amerika. In Europa is de Chinese balsempopulier ingevoerd in 1862 door de Franse botanicus en consul Eugène Simon, waaraan de plant de soortaanduiding simonii ontleent. Het aantal chromosomen is 2n = 38.

## Beschrijving
De boom kan 12-15 m hoog worden en vormt een brede, eironde kroon. De jonge bast is grijsgroen en bij het ouder worden wordt de schors gegroefd en donkergrijs. De dunne, hangende, roodbruine twijgen zijn kaal en bij jongere bomen hoekig, later meer rond. Op de twijgen zitten geen lenticellen.
De afwisselend geplaatste 6-12 cm grote, eironde tot ovale bladeren met een stomp afgespitse top hebben een spitse tot wigvormige voet. De geelgroene of rode bladsteel is 1-2 cm lang. De in 1915 vanuit de Verenigde Staten ingevoerde cultivar 'Fastigiata' heeft 4-8 cm groot, meer lepelvormig blad en een kortere bladsteel. De bovenkant van het blad is heldergroen en de onbehaarde onderkant grijsgroen. Bij het uitlopen in april en mei is het blad groen.
De Chinese balsempopulier is tweehuizig (er zijn aparte mannelijke en vrouwelijke bomen). De bloeiwijze is een 2-7 cm lang, hangend katje dat meestal voor het uitlopen van het blad verschijnt. Rijp is het vrouwelijke katje 15 cm lang. Mannelijke bloemkatten hebben 8-9(-25) meeldraden. Ze vallen spoedig af na het loslaten van het stuifmeel, dat vervolgens door de wind wordt verspreid. (windbestuiving).
De vrouwelijke katjes blijven na de bestuiving tot in mei en juni hangen. Dan springt de tweekleppige doosvrucht open en komt het 3 × 1 mm grote zaad vrij. Het is omgeven door donzig pluis en voert ver op de wind mee. Sommige bomen produceren zoveel pluis dat het lijkt of het sneeuwt. Mensen kunnen voor dit pluis allergisch zijn. Daarom bestaan de meeste rassen uit alleen maar mannelijke bomen. Lang niet alle pluis bevat een zaadje.
De Chinese balsempopulier wordt meestal vegetatief vermeerderd door zomerstek.

## Rassen
In Nederland wordt het volgende ras aangeplant:
- 'Fastigiata', mannelijke boom

## Toepassingen
De cultivar 'Fastigiata' wordt gebruikt als laan- en straatboom in brede straten en in parken. De boom is redelijk goed windbestendig.
De boom heeft een krachtige, oppervlakkige en verspreide wortelgroei. Daarom mogen ze niet dicht bij huizen, fietspaden en leidingen geplant worden. De wortels kunnen door zachte muren en gaatjes in muren groeien. Ook wegen en leidingen kunnen opgedrukt worden door de wortel. Moderne muren en wegen bieden genoeg weerstand.

## Ziekten
De Chinese balsempopulier is vermoedelijk gevoelig voor de populierenroest Melampsora larici-populina, de bladvlekkenziekte (Marssonina brunnea) en bacteriekanker (Xanthomonas populi).
... ·  
P. ×acuminata · 
P. adenopoda · 
P. afghanica · 
P. alba (Witte abeel) · 
P. angustifolia (Smalbladige populier) · 
P. balsamifera (Ontariopopulier) · 
P. ×berolinensis (Siberische balsempopulier) · 
P. ×canadensis (Canadapopulier) · 
P. candicans · 
P. ×canescens (Grauwe abeel) · 
P. cathayana · 
P. davidiana · 
P. deltoides (Amerikaanse populier) · 
P. euphratica · 
P. fremontii · 
P.  grandidentata (Grofgetande populier) · 
P. guzmanantlensis ·  
P. heterophylla (Hartbladige populier) · 
P. ilicifolia · 
P. ×interamericana (Zwarte balsemhybride) · 
P. ×jackii · 
P. koreana · 
P.  lasiocarpa (Ruwe populier) · 
P. laurifolia (Laurierpopulier) · 
P. maximowiczii (Koreaanse balsempopulier) · 
P. mexicana · 
P. nigra (Zwarte populier) · 
P. nigra var. italica (Italiaanse populier) · 
P. rotundifolia · 
P. sieboldii · 
P. simonii (Chinese balsempopulier) · 
P. suaveolens · 
P. szechuanica · 
P. ×tomentosa ·  
P. tremula (Ratelpopulier) · 
P. tremuloides (Amerikaanse ratelpopulier) · 
P. trichocarpa (Zwarte balsempopulier) · 
P. tristis · 
P. wilsonii (Wilsonpopulier) · 
P. yunnanensis · 
...